# Erin Buescher
Erin Buescher, coniugata Perperoglou (San Francisco, 5 giugno 1979), è un'ex cestista statunitense, professionista nella WNBA.

## Carriera
È stata selezionata dalle Minnesota Lynx al secondo giro del Draft WNBA 2001 (23ª scelta assoluta).

## Palmarès
- WNBA Most Improved Player (2006)
- Migliore nella percentuale di tiro WNBA (2006)